# Goranboy (district)
Goranboy is een district in Azerbeidzjan.
Goranboy telt 96.900 inwoners (01-01-2012) op een oppervlakte van 1731 km²; de bevolkingsdichtheid is dus 55,1 inwoners per km².
Sinds het conflict in Nagorno-Karabach is een klein deel van het zuiden van het district in Armeense handen.